# Euphalerus nepos
Euphalerus nepos är en insektsart som beskrevs av Bliven 1955. Euphalerus nepos ingår i släktet Euphalerus och familjen rundbladloppor. Inga underarter finns listade i Catalogue of Life.